# Padenstedt
Padenstedt település Németországban, Schleswig-Holstein tartományban. Lakosainak száma 1820 fő (2023. december 31.).

## Népesség
A település népességének változása:
| Lakosok száma | 689  | 1582 | 1720 | 1719 | 1806 | 1799 | 1820 |
|               | 1975 | 2014 | 2017 | 2019 | 2021 | 2022 | 2023 |